# Pastillodes agathidioides
Pastillodes agathidioides is een keversoort uit de familie Cybocephalidae. De wetenschappelijke naam van de soort is voor het eerst geldig gepubliceerd in 1927 door Peyerimhoff.